# Lange Eng
Lange Eng er et stort bofællesskab i Albertslund vest for København. Det er Danmarks største bofællesskab baseret på ejerboliger, med 54 lejligheder på mellem 72 og 135 m², foruden et stort fælleshus. Bofællesskabet er tegnet af Dorte Mandrup Arkitekter og stod færdigt i 2008.
Bebyggelsen ligger i Albertslund, og er en del af boligområdet Herstedlund bestående af syv boligklynger, der hver er bebygget med forskellige typer boliger hovedsageligt rækkehuse. 

## Ekstern henvisning
LangeEng.dk
|  | Denne artikel om en bygning eller et bygningsværk kan blive bedre, hvis der indsættes et (bedre) billede. Du kan hjælpe ved at afsøge Wikimedia Commons for et passende billede eller lægge et op på Wikimedia Commons med en af de tilladte licenser og indsætte det i artiklen. |

55°39′53″N 12°20′38″Ø / 55.66472°N 12.34389°Ø